# Strategický rámec rozvoje veřejné správy
Strategický rámec rozvoje veřejné správy České republiky pro období 2014–2020 je strategický dokument vlády ČR pro oblast rozvoje veřejné správy. Dokument byl přijat usnesením vlády č. 680/2014 dne 27. srpna 2014, tedy za vlády Bohuslava Sobotky. Strategický rámec navázal, jakožto koncepce rozvoje veřejné správy, na strategii Smart Administration. Základními cíli strategického rámce jsou modernizace veřejné správy, dostupnost veřejné správy na území Česka, rozvoj služeb eGovernmentu a profesionalizace lidských zdrojů ve veřejné správě. Naplňování vládní strategice má na starosti hlavně Ministerstvo vnitra, a dále Ministerstvo průmyslu a obchodu a Úřad vlády.

## Cíle Strategického rámce

### Modernizace veřejné správy
Cílem je modernizace veřejné správy prostřednictvím rozvoje procesního řízení, standardizace agend, rozšíření metod řízení kvality a zavedením systému hodnocení veřejné správy, a to s cílem zajistit stabilní, profesionální a kvalitní výkon veřejné správy a přispět ke snížení regulatorní zátěže pro občany, podnikatele i uvnitř veřejné správy samotné. Cílem je také posílení a reformování odborné základny výkonu státní správy.
Specifické cíle:
- Využívání prvků procesního řízení a zavedení standardů vybraných agend (procesní modelování agend)
- Snižování regulatorní zátěže
- Rozšíření řízení kvality a zlepšení strategického řízení ve veřejné správě
- Zavedení systému hodnocení veřejné správy

### Optimalizace výkonu veřejné správy v území
Cílem je zjednodušení a zvýšení efektivity výkonu veřejné správy v území, včetně zvýšení transparentnosti celého systému, a to prostřednictvím harmonizace administrativního členění státu, úpravou systému veřejnoprávních smluv a financování přeneseného výkonu státní správy.
Specifické cíle:
- Harmonizace administrativního členění státu
- Revize a úprava funkce územně členěných měst (tj. statutárních měst)
- Optimalizace systému veřejnoprávních smluv
- Úprava a optimalizace systému financování přeneseného výkonu státní správy
- Snížení rizika platební neschopnosti územní samosprávy (vzdělávání zastupitelů obcí)

### Zvýšení dostupnosti a transparentnosti veřejné správy prostřednictvím nástrojů eGovernmentu
Cílem je zvýšení dostupnosti a transparentnosti veřejné správy prostřednictvím nástrojů eGovernmentu a jejich vyšší efektivnost. To povede ve svém důsledku k „přátelské a dostupné veřejné správě“, jejíž výstupy pro uživatele budou srozumitelné a zajistí větší míru využívání služeb eGovernmentu a zároveň spokojenost uživatelů služeb veřejné správy při řešení jejich životních situací.
Specifické cíle:
- Dobudování architektury eGovernmentu
- Tvorba koncepčně-strategického materiálu – Strategie řízení investic do ICT
- Prosazování principu open data
- Rozšíření, propojení a konsolidace datového fondu veřejné správy a jeho efektivní a bezpečné využívání dle jednotlivých agend i na principu opendata
- Dobudování informačních a komunikačních systémů veřejné správy a realizace bezpečnostních opatření podle zákona o kybernetické bezpečnosti

### Profesionalizace a rozvoj lidských zdrojů ve veřejné správě
Cílem je zajištění stabilního, profesionálního a kvalitního výkonu státní správy, a to zajištěním implementace zákona o státní službě, rozvojem a efektivním řízením lidských zdrojů.
Specifické cíle:
- Implementace zákona o státní službě
- Řízení a rozvoj lidských zdrojů ve správních úřadech
- Rozvoj lidských zdrojů územních samosprávných celků
- Rozvoj řízení lidských zdrojů Policie České republiky

## Rady vlády
K projednávání dokumentů a postupů k naplňování strategického rámce byly zřízeny dvě poradní rady vlády České republiky: 1) Rada vlády pro veřejnou správu a 2) Rada vlády pro informační společnost, která se zabývá otázkami eGovernmentu.
Rada vlády pro veřejnou správu ve své činnosti poskytuje vládě vědomostní základnu zejména pro její rozhodování v koncepčních otázkách rozvoje, organizace a působnosti veřejné správy tak, aby bylo dosaženo větší provázanosti a koordinace resortních a národních projektů, projektů financovaných či kofinancovaných z jiných než národních zdrojů a dalších činností, procesů a metod v oblasti veřejné správy.
Pod radami se nacházejí čtyři řídicí výbory: 1) Řídicí výbor pro modernizaci veřejné správy, 2) Řídicí výbor pro optimalizaci výkonu veřejné správy v území, 3) Řídicí výbor pro lidské zdroje a 4) Společný řídicí výbor pro eGovernment a služby informační společnosti ve veřejné správě.

## Financování naplňování Strategického rámce
K naplňování Strategického rámce bylo zřízeno několik projektů spolufinancovaných ze zdrojů Evropské unie, Evropského sociálního fondu, Operačního programu Zaměstnanost, a to v rámci programového období 2014–2020.
Vybranými projekty jsou:
- Implementační jednotka Strategického rámce rozvoje veřejné správy České republiky pro období 2014–2020[3]
- Zpracování analytických podkladů vycházejících z implementačních plánů Strategického rámce rozvoje veřejné správy České republiky pro období 2014–2020[4]
- Otevřená data II [5]
- Využívání prvků procesního řízení a zavedení standardů pro výkon prioritních agend veřejné správy (PMA 3)[6]